# Waterstof-7
Waterstof-7 of 7H is een instabiele radioactieve isotoop van waterstof. De kern bestaat uit een proton en 6 neutronen. De isotoop komt van nature niet op Aarde voor.

## Radioactief verval
Waterstof-7 bezit een extreem korte halfwaardetijd, namelijk 2,3 × 10−23 seconden. Via dubbele neutronemissie vervalt het naar waterstof-5:
{\displaystyle {\ce {^7_1H -> ^5_1H + 2^1n}}}
Waterstof-5 vervalt nadien op vergelijkbare wijze verder tot tritium:
{\displaystyle {\ce {^5_1H -> ^3_1H + 2^1n}}}
Tritium vervalt nadien door bètaverval verder tot de stabiele isotoop helium-3:
{\displaystyle {\ce {{^{3}_{1}H}->{^{3}_{2}He}+{e^{-}}+{\bar {\nu }}_{e}}}}
1H · 2H · 3H · 4H · 5H · 6H · 7H